# آستراخانوفکا
آستراخانوفکا (به لاتین: Astraxanovka، از ۱۲ ژوئن ۲۰۱۸ چال‌داش Çaldaş) یک منطقهٔ مسکونی در جمهوری آذربایجان است که در شهرستان اغوز واقع شده‌است. چال‌داش ۵۸۷ نفر جمعیت دارد.